# Theodoros Vryzakis

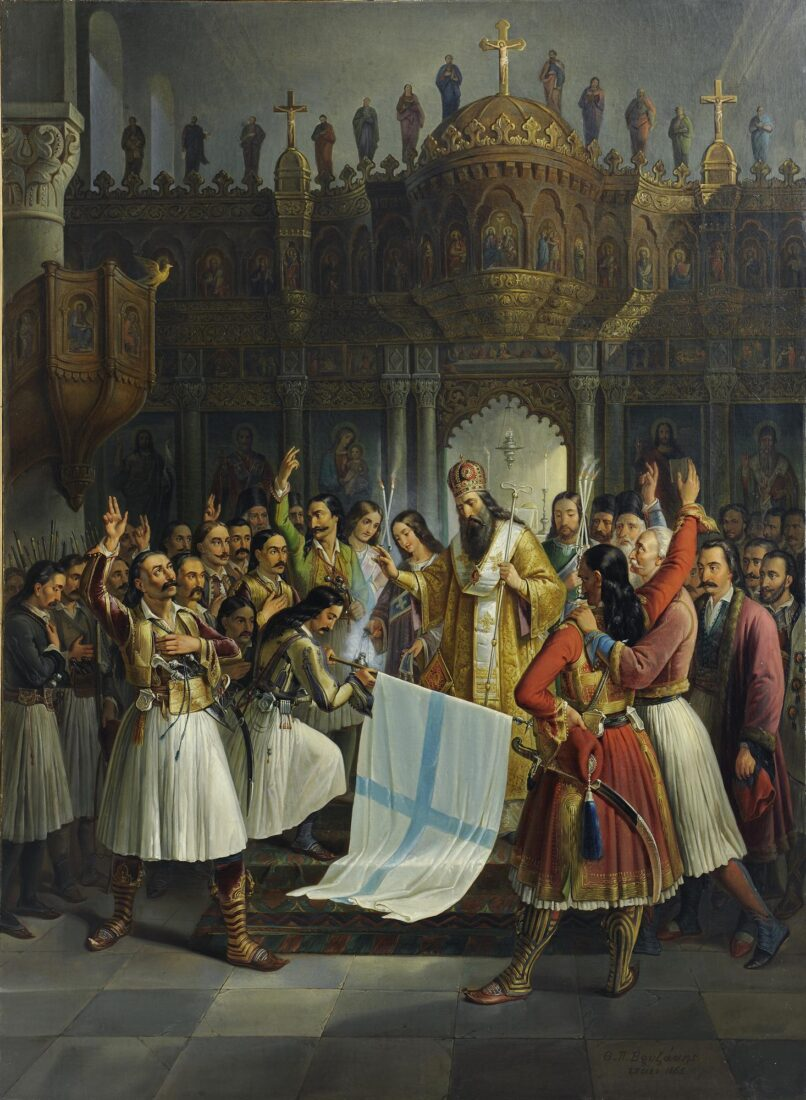
Germanos de Patras bendiciendo la bandera en el monasterio de Agia Lavra. Pintura de Theodoros Vryzakis (1865), Museo Benaki, Atenas.

Theodoros Vryzakis  (en griego: Θεόδωρος Βρυζάκης; Tebas, 19 de octubre de 1814 – Múnich, 6 de diciembre de 1878) pintor griego considerado unos de los más importantes pintores de este país en el siglo XIX.

## Biografía
Su padre falleció en la guerra de independencia de Grecia y Vryzakis marchó en 1832 a Múnich para proseguir sus estudios. Entró en la Academia de Bellas Artes de esa ciudad en 1854. En 1855 visitó París y presentó su pintura La salida de Missolonghi. Entre 1861 y 1863, residió en Mánchester, donde trabajó en la decoración una iglesia griega. Murió en Múnich en 1878, donde fue enterrado.

## Legado
Está considerado el primer pintor de la Grecia moderna, que dio en sus cuadros testimonio de la guerra de independencia griega, que trató de una forma romántica y nostálgica. Los personajes de sus pinturas son figuras pomposas, teatrales y distantes. Su interés por los trajes tradicionales, la decoración y la ausencia de cualquier expresión facial de los personajes individuo es, según los críticos de arte, el resultado de la atención de un artista "extranjero", que busca el elemento convencional en otra tierra. El tamaño monumental de sus cuadros, La teatralidad y la ceremonia de sus composiciones así como el meticuloso estilo académico y romántico hacen su estilo único entre los artistas griegos. Actualmente, muchas de sus obras están expuestas en  Galería Nacional de Atenas y el Museo Benaki en Atenas.

## Galería

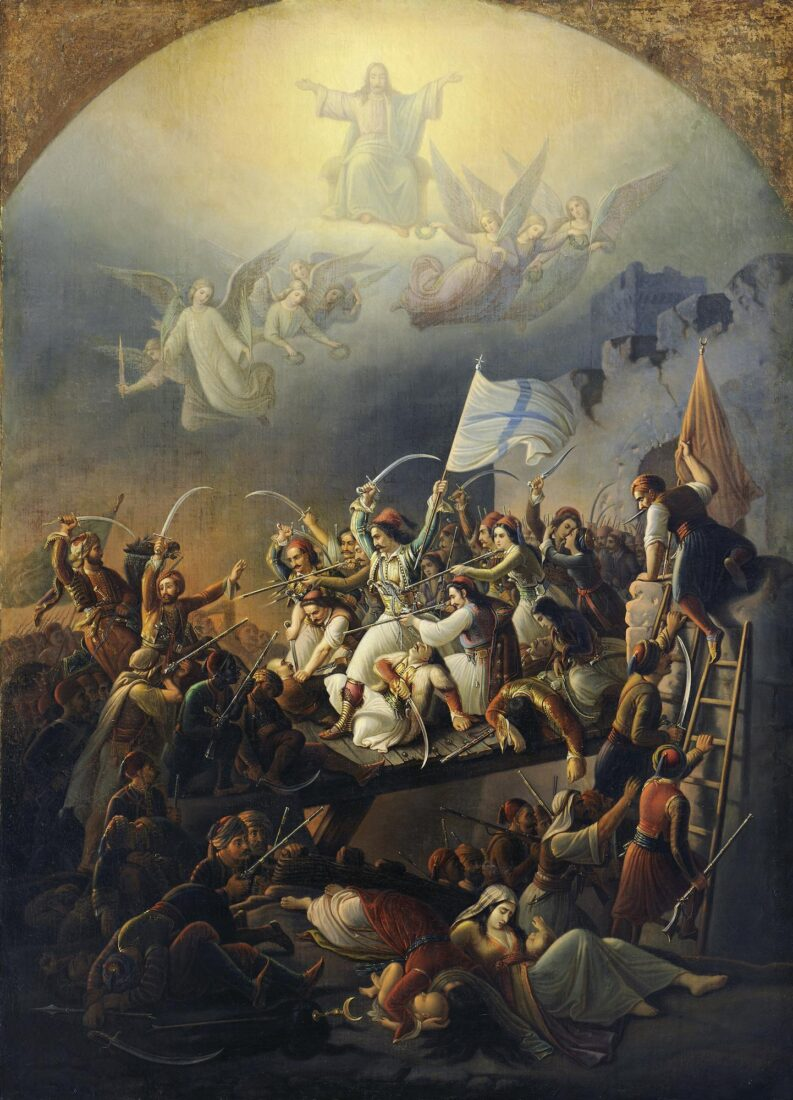
La salida de Messologhi, Galeria Nacional de Atenas.
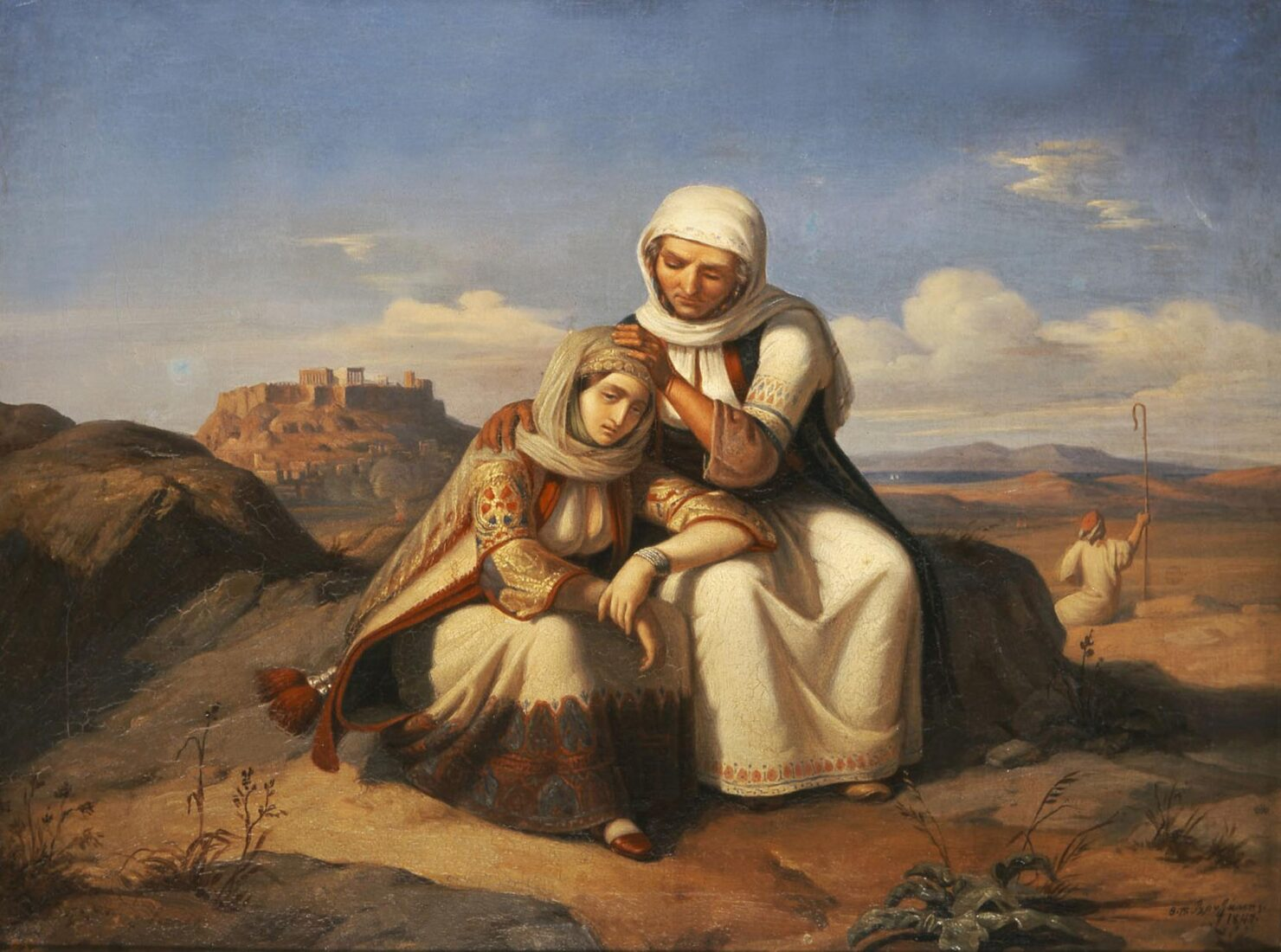
'El consuelo (1856), Parlamento de Grecia.
La recepción de Lord Byron en Missolonghi (1861), Galeria Nacional de Atenas.
El campo de Georgios Karaiskakis (1855), Galeria del congreso de chipre Nacional de Atenas.
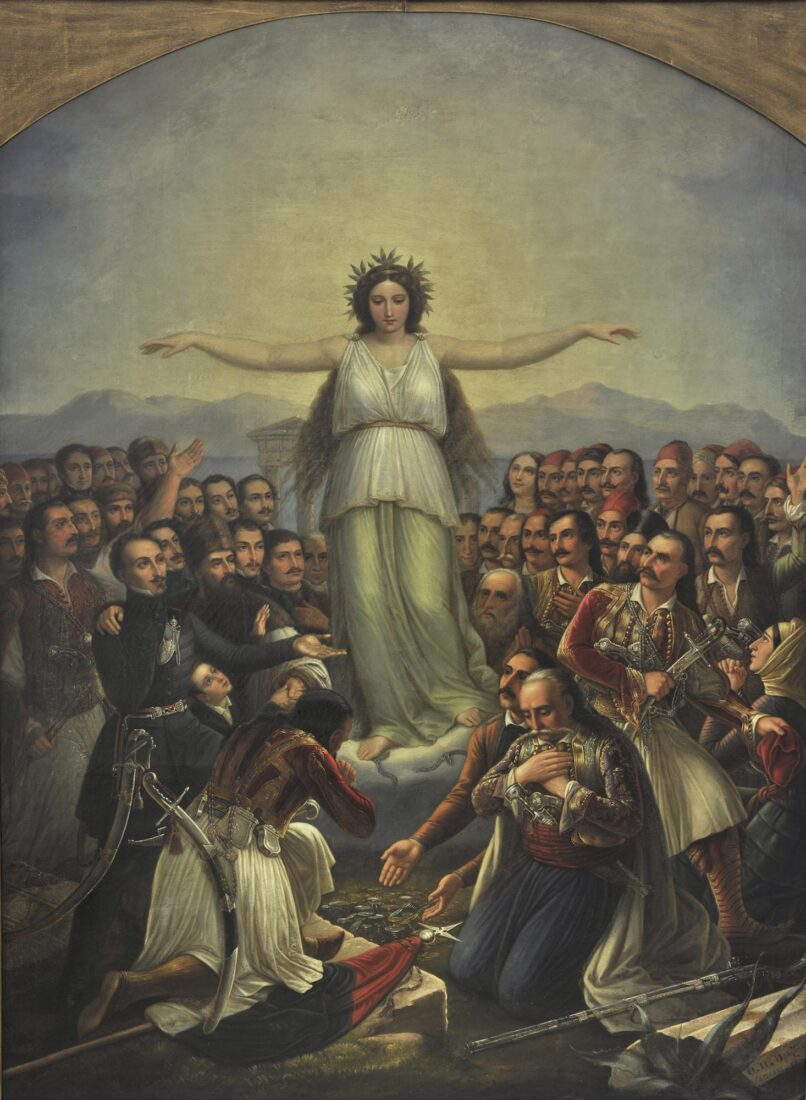
Grateful Hellas (1858), Parlamento viejo, Atenas.